# レオ・バラッカー
レオ・エリック・バラッカー（英: Leo Eric Varadkar、愛: Leo Eric de Varad、1979年1月18日 - ）は、 アイルランドの政治家・医師。統一アイルランド党（フィナ・ゲール）所属の国会議員（ドイル・エアラン議員。これまでに首相（第14代）、副首相、防衛大臣（第42代）、社会保護大臣（第23代）、保健大臣（第25代）、運輸・観光・スポーツ大臣（第21代）、企業・貿易・雇用大臣（第35代）、統一アイルランド党党首（第11代）を歴任した。

## 概要
ダブリン出身であり、ダブリン大学トリニティ・カレッジで医学を学んだ。コンサルタントではない病院の医師として数年を過ごし、2010年に総合診療医の資格を取得した。2004年に統一アイルランド党に入党し、ダブリン県に位置するフィンガル市議会の議員となり、後に副市長を務めた。2007年には初当選を果たした。その後、ケニー政権の元で2011年から2014年まで運輸・観光・スポーツ大臣、2014年から2016年まで保健大臣、2016年から2017年まで社会保護大臣を務めた。2015年の同性婚の国民投票の際、バラッカーは同性愛者であることをカミングアウトしたアイルランドで初めての大臣となった。
2017年5月、エンダ・ケニーは首相兼統一アイルランド党党首を辞任することを発表した。バラッカーは後任として党首選挙に立ち、多くの党員がサイモン・コーブニーに投票したものの、ウラクタスでは大差で勝利し、6月2日に党首に選出された。その12日後には、38歳という最年少で党首に就任した。同性愛者であることを公表しているアイルランドでは初、世界で4番目となる。また、インド出身の移民者が首相になるのは同国にとって初めてだった。
2020年、バラッカーは2月に行われた総選挙を招集した。2019年の世論調査では統一アイルランド党に有利な結果が示唆されていたが、バラッカーはイギリスの欧州連合離脱交渉での扱いに注目していたが、統一アイルランド党は最終的に議席数と得票数でフィアナ・フォイル - 共和党とシン・フェイン党に次ぐ3位となった。2020年2月8日執行の総選挙で統一アイルランド党は35議席で第3党にとどまり、バラッカー政権は退陣する見通しとなった。その後の新政権をめぐる交渉は長期化し、同年6月15日に統一アイルランド党は共和党、緑の党との連立政権樹立で合意。2022年12月まで共和党のミホル・マーティン党首が首相を務め、以降はバラッカーが再び務めることとなった。2020年には新型コロナウイルス感染症の流行を受けて3月に医師として再登録し、週1回のシフト勤務で医療現場に復帰している。

## 経歴

### 政界入りまで
1979年1月18日、ダブリンのロタンダ病院にて生まれる。父親はインドのボンベイ（現ムンバイ）で生まれ、1960年代に医師としてイギリスに渡った。母親はウォーターフォード県ダンガーバンで生まれ、スラウで看護師として働いていた時に夫に出会った。二人は1971年にイギリスで結婚し、レスターに在住した。3人の子どもの長女ソフィーが生まれ、インドに移り住み、1973年にダブリンに定住する前に、2人目の子どものソニアが生まれた。
バラッカーはヒンドゥー教の父とカトリックの母の間に生まれたが、両親はカトリック信仰で育てることを決意した。ブランチャーズタウンの聖フランシス・ザビエル国立学校で教育を受けた。中等教育は、アイルランド聖公会が運営する全寮制の学校であるパーマースタウンのキングズ病院で受けた。
その頃に、青年統一アイルランド党に参加した。ダブリン大学トリニティ・カレッジに入学し、法学を専攻するが後に医学に転向した。大学の青年統一アイルランド党支部で活動し、統一アイルランド党が加盟している青年欧州人民党（青年向けの欧州人民党）の副会長を務めた。バラッカーは、ワシントンD.C.でアイルランドからの学生を対象とした半年間の個人的・職業的能力開発プログラムであるWIP（Washington Ireland Program for Service and Leadership）に選ばれた。
ムンバイのKEM病院でのインターンシップを終え、2003年に医学部を卒業した。その後、セント・ジェームス病院とコノリー病院でジュニア医師として数年間勤務した後、2010年に総合診療医の資格を取得した。

### 政界入り

#### フィンガル市議会（2003年 - 2007年）
バラッカーは20歳で医学部の2年生だった時に、1999年のモルハダート選挙区の地方選挙で落選した。2003年のダブリン県に位置するフィンガル市議会のキャッスルノック選挙区では、シーラ・テリー氏の後任として採用された。2004年の地方選挙では、4,894票を獲得し、国内で最も高い票を獲得し、初当選を果たした。

#### 国民議会下院（2007年 - 2011年）
2007年の総選挙で国民議会の下院（ドイル・エアラン）に選出された。当時の野党院内総務エンダ・ケニーは、2010年の総選挙で通信・エネルギー・天然資源担当報道官に就任するまで、企業・貿易・雇用担当報道官として最前列席議員連に任命した。2011年の総選挙では、バラッカーは8,359票（4議席の選挙区では19.7％の得票率）を得て、ドイル・エアランに再選された。

## 内閣府

### 運輸・観光・スポーツ大臣（2011年 - 2014年）
統一アイルランド党が労働党と連立政権を組んだとき、バラッカーは2011年3月9日に運輸・観光・スポーツ大臣に任命された。バラッカーはスポーツ愛好家として知られておらず、驚きの任命と見られていた。自身は「多くの事実を知っているが（中略）私はスポーツをしていない」と述べた。
2011年5月、世界金融危機によって生じられたアイルランド銀行危機により、バラッカーは、アイルランドが2012年に借入を再開する可能性は「非常に低い」とした。2度目の救済措置が必要になることを示唆し、国際市場にアイルランドの信頼性に不安を与えた。閣僚の多くは、欧州中央銀行と同様に、バラッカーの率直さに顔をしかめた。エンダ・ケニー首相は、アイルランド政府が欧州連合（EU）や国際通貨基金（IMF）からの更なる救済措置を必要としないとの見解を繰り返し、公に経済を中傷しないよう全閣僚に警告したと述べた。バラッカーは、このことについて反応は誇張されていたが、誤引用されていないと述べた。イブニング・ヘラルド紙は、バラッカーを失言が多いと繰り返し表現している。
2013年5月に日本を訪問した。

### 保健大臣（2014年 - 2016年）

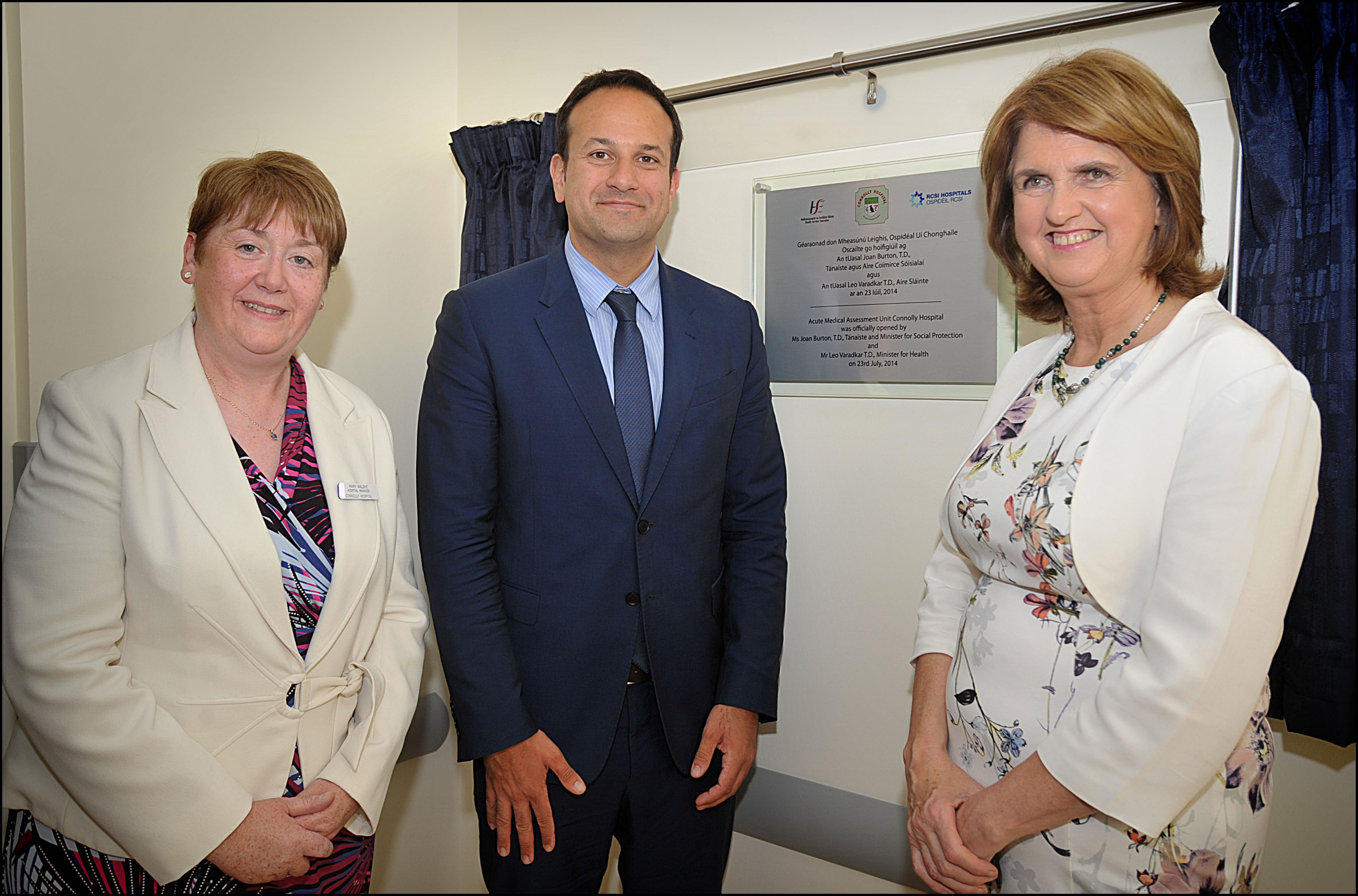
ブランチャーズタウンのコノリー病院にてのジョーン・バートン副首相とバラッカー保健大臣（2014年7月）

2014年7月の内閣改造では、バラッカーはジェームズ・ライリーに代わり、保健大臣に就任した。
2016年の総選挙で国会議員に返り咲いた。政府形成が遅れたため、同年5月まで代理で保健担当を保持していた。保健大臣としての最後の行動のひとつとして、バラッカーは、精神保健医療のためにその年の予算に割り当てられた3500万ユーロから1200万ユーロを削減し、「資金は他の場所でよりよく使われる可能性があり、削減は必要である」と議会に語った。

### 社会保護大臣（2016年 - 2017年）
2016年5月6日、政府形成協議が終了した後、エンダ・ケニー首相はバラッカーを社会保護大臣に任命した。同省にいる間、生活保護詐欺に対するキャンペーンを開始した。

## 首相1期目
2017年から2020年まで1期目の首相を務めた。

### 2017年

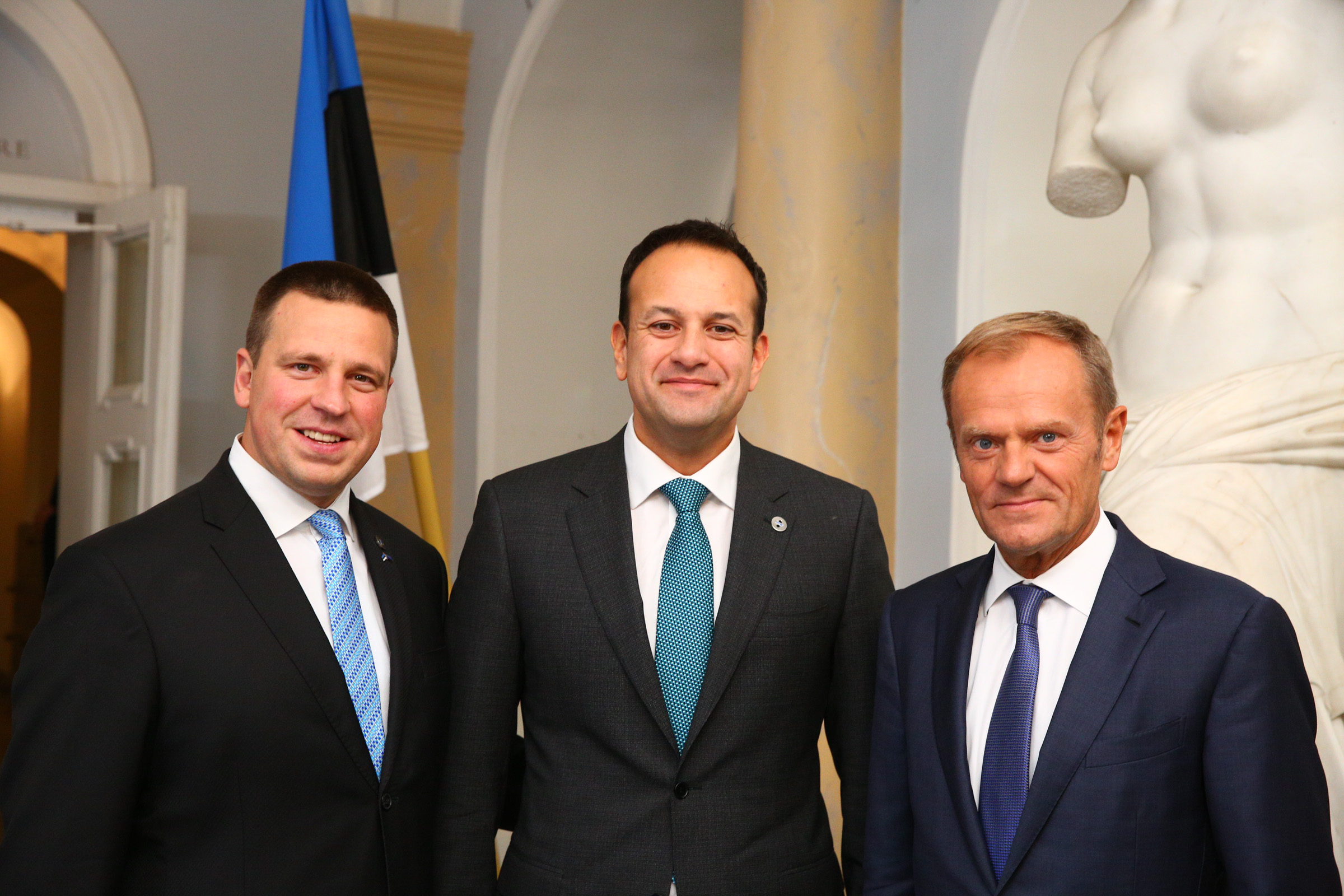
タリン・デジタルサミット（2017年 エストニア、タリン）

2017年6月2日、バラッカーは、サイモン・コーブニーを破り、統一アイルランド党党首に選出された。コーブニーはバラッカーよりも多くの統一アイルランド党議員の支持を得ていたが、選挙制度はより強く党の国会議員の票を加重し、これらはバラッカーを強く支持していた。
エンダ・ケニーと同様に、バラッカーは、無党派層の支持とフィアナ・フォイイルの国会議員（TD）の棄権に頼って首相の座を支えた。2017年6月14日、57対50の投票で47の棄権を得て、首相に任命された。同性愛者であることを公表している初めてのアイルランド首相となり、最年少でもある。しかし、アイルランド政府の最年少首長ではなく、エイモン・デ・ヴァレラもマイケル・コリンズも、国家成立前の革命政府に就任した時は最年少だった。また、バラッカーは、インドとのユーラシアンである初の政府元首でもある。また、統一アイルランド党の地方議会議員が他の議員に引き継がれたのは初めてのことであった。
バラッカーの首相として初めて行ったのは、2018年の中絶に関する国民投票を発表することだった。政府はまた、低炭素経済を達成するためのロードマップをレイアウトすると述べた。
アイルランド警察の内部告発スキャンダルと副首相のフランセス・フィッツジェラルドの役割の結果、政権はほぼ崩壊した。主な野党である共和党は、統一アイルランド党と信頼関係を結んでいたが、副首相の不信任決議案を出すと脅した。この行動は政府を崩壊させ、総選挙を引き起こすことになっていた。何日もの膠着状態にもかかわらず、フィッツジェラルドが総選挙を阻止するために内閣を辞任した後、危機は回避されたが、イギリスの欧州連合離脱交渉におけるアイルランドの立場を危うくする可能性があるため、国民のほとんどが望んでいなかったことだった。この直後、バラッカーは、元党首候補者であり、外務貿易大臣のサイモン・コーブニーを副首相に、ヘザー・ハンフリーズをビジネス・企業・イノベーション大臣に、ジョセファ・マディガンを文化・遺産・ゲール語大臣に任命し、内閣の小規模な入れ替えを行った。
フィッツジェラルド危機の直後、バラッカー、テリーザ・メイ英首相、ジャン＝クロード・ユンケル欧州委員会委員長が合意した協定に、民主統一党のアーリーン・フォスター党首が異議を唱えたため、イギリスの欧州連合離脱協議は暗礁に乗り上がった。バラッカーは、イギリスが合意に達することができなかったことに「驚いた」と「失望した」と述べた。しかし、週の後半には合意に達した。バラッカーは、イギリスからアイルランド共和国と北アイルランドの間に硬直した国境がないことを保証してもらったと述べた。その後、イギリスのウィンストン・チャーチル元首相の言葉を引用して「これで終わりではなく、始まりの終わりだ」と述べた前に、バラッカーと内閣は会談中に「達成しようとしていたすべてのことを達成した」と述べた。これらの日の間に取られたアイリッシュ・タイムズの世論調査では、バラッカーは53％の支持率を示し、2011年以来、歴代首相としても最高の支持率となり、統一アイルランド党は共和党に11ポイントのリードを示した。政府に対する満足度も41％で、ほぼ10年間で最高となった。アイリッシュ・タイムズのコラムニスト、パット・リーヒーは、バラッカーが2017年を「高みに」終えたと主張し、アイリッシュセントラル紙は、首相の「最高の時間」と呼んだ。

### 2018年

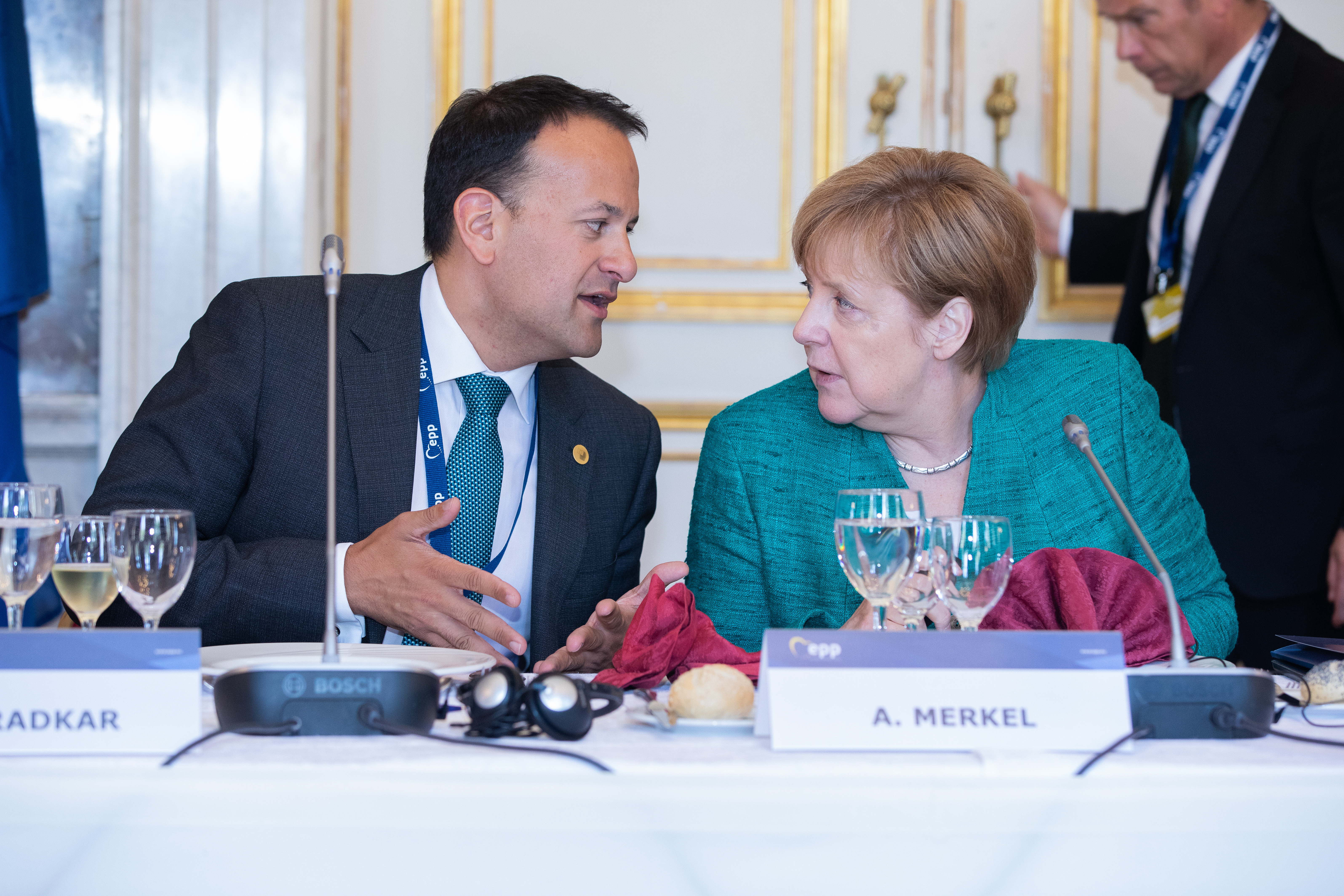
欧州人民党サミットの際のバラッカーとメルケル独首相（2018年6月 ベルギー、ブリュッセル）

2018年1月の世論調査の支持率は60％に達し、歴代首相で10年ぶりの高水準となった。
2018年1月には、制限的な妊娠中絶法の自由化を妨げていたアイルランド憲法修正第8条を廃止するための国民投票が5月に実施されると発表した。可決されれば、政府は新たな法律を導入できるようになる。女性は12週までは無制限に妊娠中絶を受けることができ、6ヶ月までは母親の命が危険にさらされている場合は例外とすることが提案されていた。バラッカーは、保健大臣としての在職中に困難なケースに遭遇したことで心変わりしたと述べ、法律の自由化を求める運動を展開すると述べた。国民投票は2:1の賛成多数で可決された。

### 2019年

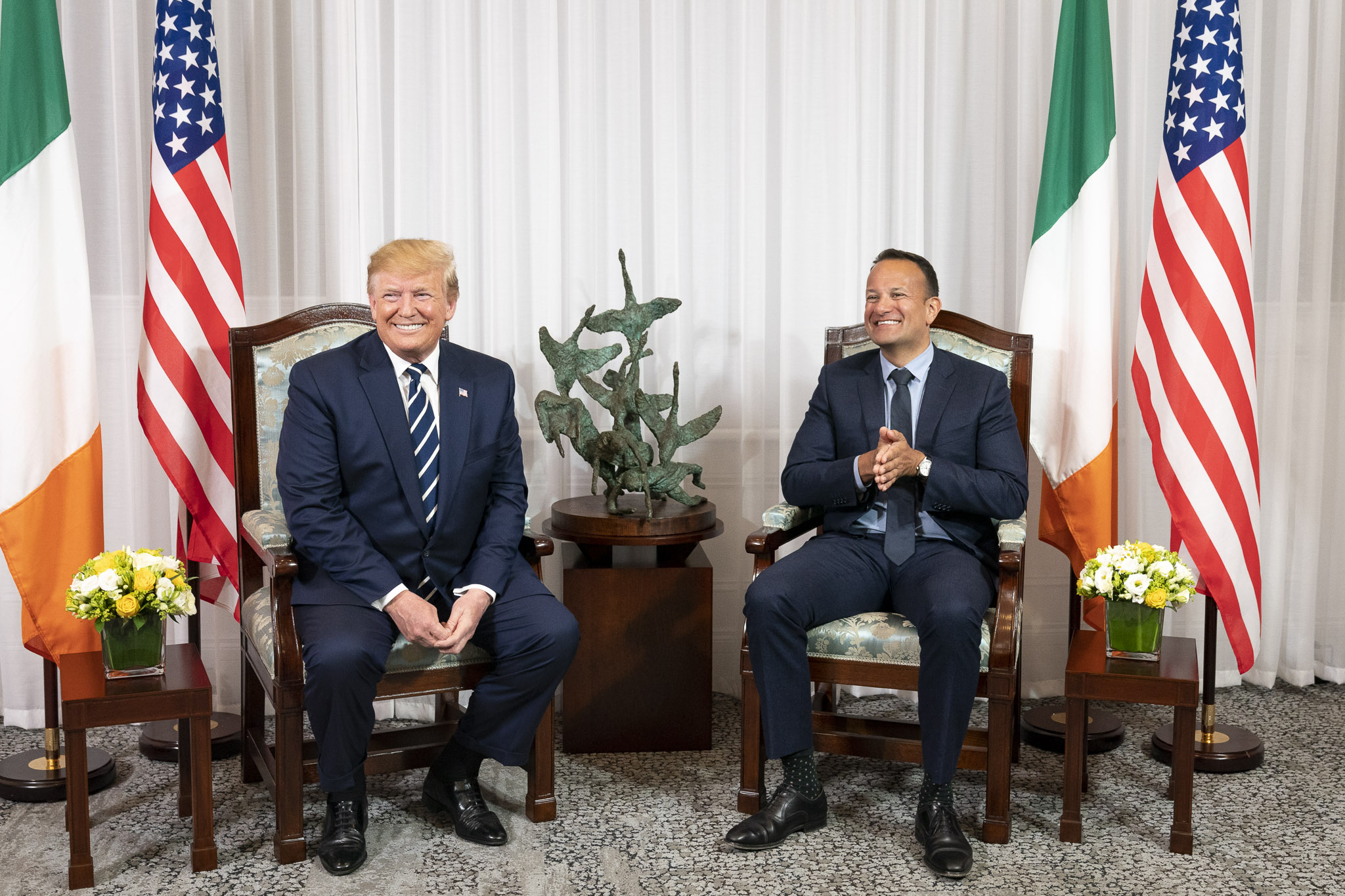
バラッカーとトランプ米大統領（2019年6月 シャノン空港）

2019年1月24日、バラッカーはユーロニュースとのインタビューで、アイルランドの国境管理をめぐる「バックストップ」に固執していると述べ、イギリスの欧州連合離脱は十分に考え抜かれていない自傷行為だと呼んだ。また、北アイルランドの国境問題を解決するために離脱派が約束したものは「まだ存在しない」と述べた。
バラッカーは、ブラジルが環境保護を約束しない限り、欧州連合＝メルコスール自由貿易協定の批准を拒否すると述べた。ブラジル産牛肉への市場アクセスが拡大し、アマゾン熱帯雨林の森林伐採が増えるのではないかという懸念がある。

### 2020年

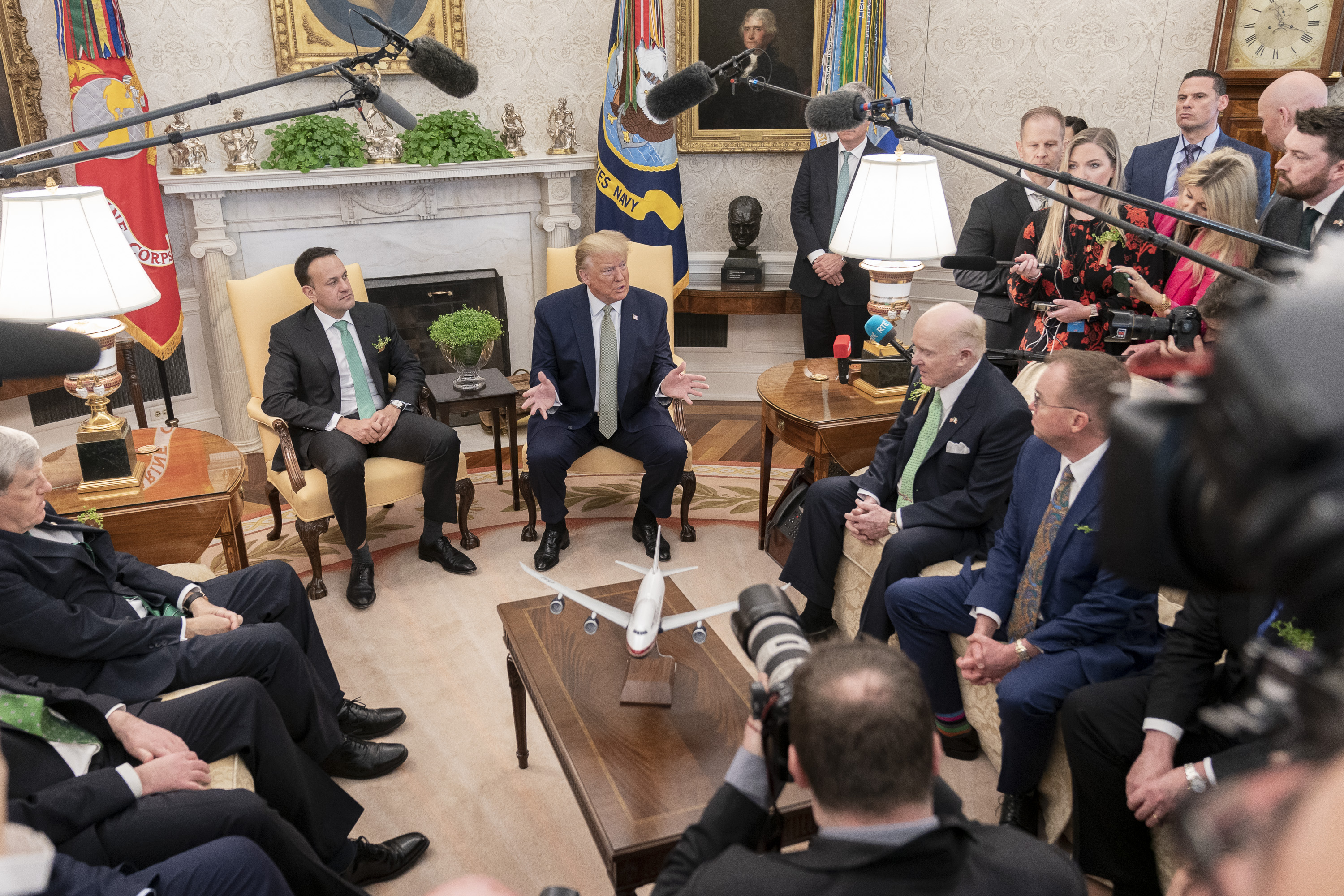
バラッカーとトランプ米大統領（2020年3月 ホワイトハウス）

2020年1月14日、バラッカーは、マイケル・D・ヒギンズ大統領が認めた議会の解散を求め、次回の選挙を2月8日に予定していた。この選挙で統一アイルランド党は12議席を失い、フィアナ・フォイル - 共和党、シン・フェイン党に次ぐ3位に転落した。バラッカーは選挙運動中、統一アイルランド党とシン・フェイン党の連立の可能性を否定したが、共和党と統一アイルランド党の「大連立」は可能性として浮上していた。しかし、2月12日、バラッカーは統一アイルランド党が選挙に敗北したことを認め、次期野党院内総務になる可能性が高いことを認めた。統一アイルランド党は、国民投票の勝者であるシン・フェイン党に政権を形成する最初の機会を与えるために、「一歩下がっても構わない」と付け加えた。2月20日、バラッカーはヒギンズ大統領に辞表を提出したが、新政権が発足するまでの間、臨時の首相として残った。
この間、新型コロナウイルス感染症の流行はアイルランドに上陸した。3月17日の聖パトリックの祝日に先立ってワシントンD.C.に滞在中、バラッカーは、翌日からのすべての学校、大学、保育施設、文化施設の閉鎖、「100人以上の屋内での集団集会および500人以上の屋外での集団集会」の中止など、新型コロナウイルスの感染拡大を阻止するための措置を発表した。予定より早めに帰国したバラッカーは、聖パトリックの夜、『レオ・バラッカー首相、TDによる放送』で国民に向けて演説し、テレビ視聴者に「マイホーム主義」、すなわち「ある時点で（中略）我々は高齢者や長期的な病気を抱えている人々に数週間は自宅で過ごすように助言する」という概念を紹介した。この演説はアイルランド史上最も高い視聴率を記録し、これまでの記録である『ザ・レイト・レイト・ショー』の特別番組『ザ・レイト・レイト・トイ・ショー』を約25％も上回り、世界中に配信された。また、イギリスの格安航空会社のイージージェットの最高執行責任者であるピーター・ベリューの盗作でもある。
2020年3月の保健サービス委員会（HSE）の医療従事者への呼びかけに応じ、バラッカーは医療登録に再登録し、週1で医師として現場に復帰した。
2020年6月26日、統一アイルランド党、共和党、緑の党が連立政権を組むことで合意したことが発表され、アイルランドの主要2党が一緒に政権を組むのは初めてのこととなった。合意の一環として、共和党党首であるミホル・マーティンは2022年12月まで首相となり、バラッカーは副首相になった。

## 三党連立政権

### 副首相（2020年 - 2022年）
2020年6月26日、統一アイルランド党、フィアナ・フォイル - 共和党、緑の党が連立政権を組むことで合意したことが発表され、アイルランドの主要2党が一緒に政権を組むのは初めてのこととなった。合意の一環として、共和党党首であるミホル・マーティンは2022年12月まで首相となり、バラッカーは副首相となる。約2年半後に後者は再び首相となる予定。マーティンは、6月27日に国民議会の下院（ドイル・エアラン）によって首相として選出され、バラッカーを企業・貿易・雇用大臣および副首相に任命された。

## 首相2期目
連立与党内の合意に基づき、2022年12月17日に再び首相に就任した。
憲法における、女性に対する非常で古風で性差別的な文言を変更するためとして提起した憲法改正案は2024年3月8日に執行された憲法改正国民投票にて否決され、3月20日に電撃的に首相と統一アイルランド党党首からの辞任を表明。理由は個人的かつ政治的なものとだけ述べ、党には4月6日までに後任を選出するよう要請した。3月25日に党首選挙の立候補が締め切られ、唯一の立候補者だったサイモン・ハリス高等教育相が党首に就任。ハリスは4月9日に首相に就任した。

## 人物
バラッカーはインド出身のアイルランド初の政府指導者であり、インドを何度も訪問している。父の幼少期を過ごしたムンバイのKEM病院で医学研修を修了した。
36歳の誕生日を迎えた2015年1月18日に、RTÉラジオでのインタビューでゲイであることを公表し、「私を定義するものではない。インド人ハーフの政治家でもなく、医者の政治家でもなく、ゲイの政治家でもない。それは私が誰であるかの一部であり、私を定義するものではない。性格の一部だと思う」と述べた。バラッカーは同性結婚の国民投票の著名な提唱者であった。マター・ミゼリコルディア大学病院医師のマシュー・バレットとパートナー関係にある。 
2019年6月には、現代のLGBTQの社会運動の分水嶺と広く考えられているストーンウォールの反乱の50周年を記念して、メールマガジンの『Queerty』はバラッカーを「すべてのクィアな人々のための平等、受容、尊厳に向けて社会が動き続けていることを積極的に保証する先駆者」の一人に選出した。 
バラッカーは専門のアイルランド語コースを修了し、名前の「Leo de Varad」のためにアイルランド語の形を考案した。